# Шверин
 Тази статия е за града в Германия.  За замъка вижте Шверин (замък).  
Швери́н (на немски: Schwerin) е град в Северна Германия, столица на провинция Мекленбург-Предна Померания.

## География
Към 31 декември 2022 година на града е от 98 596 жители, което го прави 2-ри (след Росток) по население в провинцията и най-малкия център на провинция.
Шверин е обкръжен от 11 живописни езера. Най-голямото от тези езера има площ от 60 km ².

## История
Покраи тези заобиколните езера е имало славянско селище, датирано от 11 век. Районът е наречен Zuarin / Zwierzyn, като името на Шверин се извлича от това наименование.
През 1358 г. Шверин влиза в херцогство Мекленбург и става седалище на херцогството. През 1500 г. започва строежът на Шверинския замък. След разделянето на Мекленбург (1621) Шверин се превръща в столица на херцогство Мекленбург-Шверин. Лудвигслуст е столица от 1765 до 1837 г.
След 1918 г. и по време на германската революция в резултат от падането на германските монархии великият херцог абдикира. Шверин става столица на провинция Мекленбург-Предна Померания.
В края на Втората световна война на 2 май 1945 г., Шверин е превзет от американските войски. Предаден е на британците на 1 юни 1945 г. месец по-късно, на 1 юли 1945 г., е предаден на съветските войски, тъй като британските и американските сили се отдръпват. Шверин тогава преминава в съветскатата окупационна зона, която по-късно става Германска демократична република (ГДР).

## Известни личности
Родени в Шверин
- Александрин фон Мекленбург-Шверин (1879 – 1952), кралица на Дания
- Оливер Ридел (р. 1971), музикант

Починали в Шверин
- Нилс Стенсен (1638 – 1686), датски анатом и геолог